# Đội tuyển bóng đá quốc gia Đài Bắc Trung Hoa

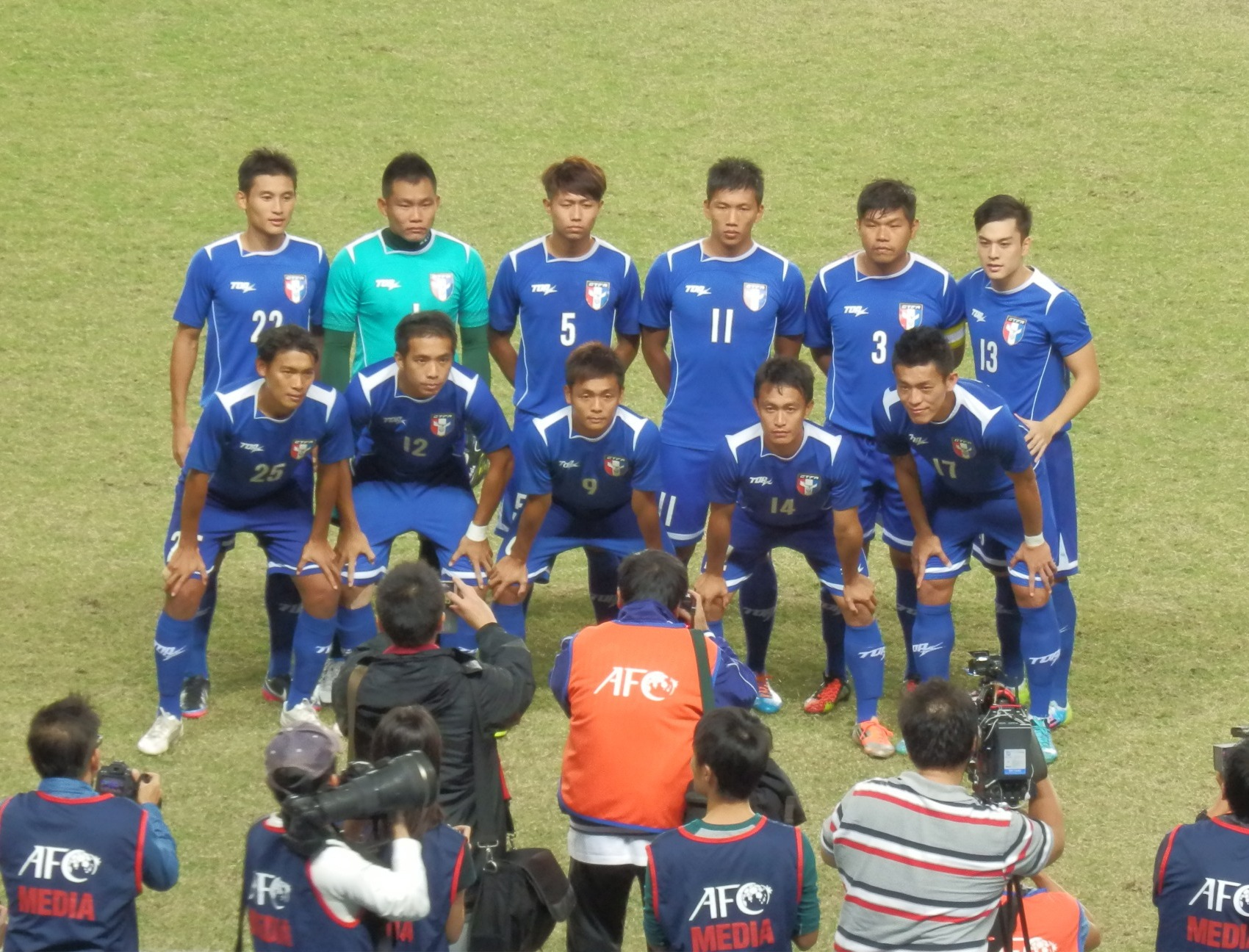
Giao hữu với Campuchia ngày 8 tháng 10 năm 2014

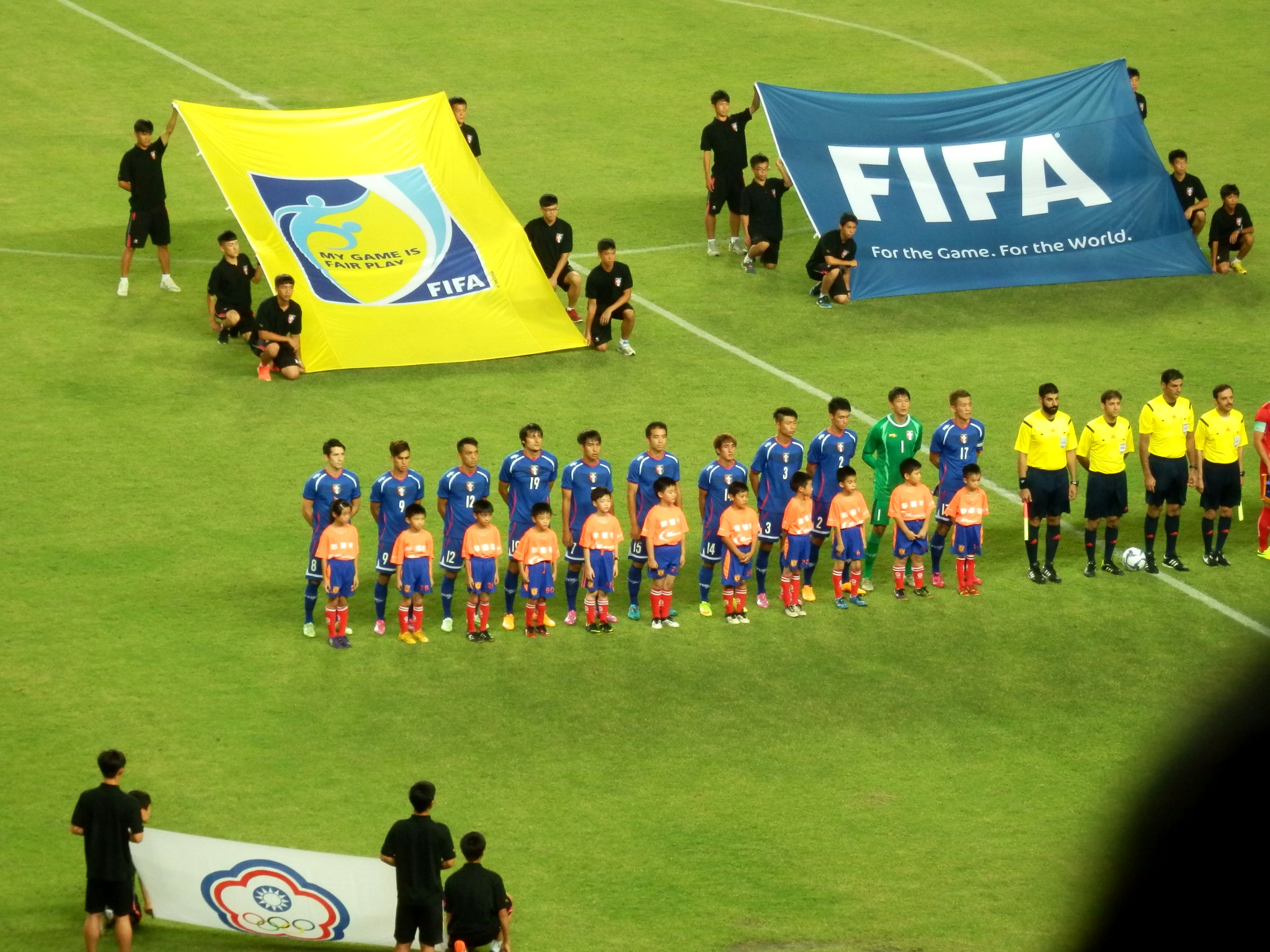
Trận đấu với Thái Lan ngày 16 tháng 6 năm 2015

Đội tuyển bóng đá quốc gia Đài Bắc Trung Hoa, hay còn gọi là Đội tuyển bóng đá quốc gia Đài Loan (Trung Quốc), là đội tuyển bóng đá nam đại diện cho Trung Hoa Dân Quốc (Đài Loan) tại các giải bóng đá quốc tế, do Hiệp hội bóng đá Đài Bắc Trung Hoa quản lý.
Thành tích tốt nhất của đội cho đến nay là 2 chiếc huy chương vàng Asiad giành được vào các năm 1954, 1958 và hạng ba Cúp bóng đá châu Á 1960.

## Danh hiệu
- Cúp bóng đá châu Á

Hạng ba: 1960
Hạng tư: 1968
- Bóng đá nam tại Asiad:

 1954; 1958

## Thành tích tại các giải đấu

### Giải vô địch bóng đá thế giới
- 1930 đến 1950 – Không tham dự vì thuộc Nhật Bản đến năm 1945
- 1954 đến 1958 – Bỏ cuộc
- 1962 đến 1974 – Không tham dự
- 1978 đến 2026 – Không vượt qua vòng loại

### Thế vận hội Mùa hè
- (Nội dung thi đấu dành cho cấp đội tuyển quốc gia cho đến kỳ Đại hội năm 1988)

| Năm       | Thành tích                                            | Thứ hạng                                              | Trận                                                  | Thắng                                                 | Hòa                                                   | Thua                                                  | Bàn thắng                                             | Bàn thua                                              |
| --------- | ----------------------------------------------------- | ----------------------------------------------------- | ----------------------------------------------------- | ----------------------------------------------------- | ----------------------------------------------------- | ----------------------------------------------------- | ----------------------------------------------------- | ----------------------------------------------------- |
| 1900–1936 | Không tham dự, là thuộc địa của Nhật Bản              | Không tham dự, là thuộc địa của Nhật Bản              | Không tham dự, là thuộc địa của Nhật Bản              | Không tham dự, là thuộc địa của Nhật Bản              | Không tham dự, là thuộc địa của Nhật Bản              | Không tham dự, là thuộc địa của Nhật Bản              | Không tham dự, là thuộc địa của Nhật Bản              | Không tham dự, là thuộc địa của Nhật Bản              |
| 1948      | Không tham dự, là một phần của Trung Quốc (1912–1949) | Không tham dự, là một phần của Trung Quốc (1912–1949) | Không tham dự, là một phần của Trung Quốc (1912–1949) | Không tham dự, là một phần của Trung Quốc (1912–1949) | Không tham dự, là một phần của Trung Quốc (1912–1949) | Không tham dự, là một phần của Trung Quốc (1912–1949) | Không tham dự, là một phần của Trung Quốc (1912–1949) | Không tham dự, là một phần của Trung Quốc (1912–1949) |
| 1952–1956 | Không tham dự                                         | Không tham dự                                         | Không tham dự                                         | Không tham dự                                         | Không tham dự                                         | Không tham dự                                         | Không tham dự                                         | Không tham dự                                         |
| 1960      | Vòng 1                                                | 16                                                    | 3                                                     | 0                                                     | 0                                                     | 3                                                     | 3                                                     | 12                                                    |
| 1964–1976 | Không tham dự                                         | Không tham dự                                         | Không tham dự                                         | Không tham dự                                         | Không tham dự                                         | Không tham dự                                         | Không tham dự                                         | Không tham dự                                         |
| 1980      | Tẩy chay                                              | Tẩy chay                                              | Tẩy chay                                              | Tẩy chay                                              | Tẩy chay                                              | Tẩy chay                                              | Tẩy chay                                              | Tẩy chay                                              |
| 1984–1988 | Không vượt qua vòng loại                              | Không vượt qua vòng loại                              | Không vượt qua vòng loại                              | Không vượt qua vòng loại                              | Không vượt qua vòng loại                              | Không vượt qua vòng loại                              | Không vượt qua vòng loại                              | Không vượt qua vòng loại                              |

### Cúp bóng đá châu Á
| Năm           | Thành tích               | Thứ hạng                 | Trận                     | Thắng                    | Hòa                      | Thua                     | Bàn thắng                | Bàn thua                 |
| ------------- | ------------------------ | ------------------------ | ------------------------ | ------------------------ | ------------------------ | ------------------------ | ------------------------ | ------------------------ |
| 1956          | Không vượt qua vòng loại | Không vượt qua vòng loại | Không vượt qua vòng loại | Không vượt qua vòng loại | Không vượt qua vòng loại | Không vượt qua vòng loại | Không vượt qua vòng loại | Không vượt qua vòng loại |
| 1960          | Hạng ba                  | 3/4                      | 3                        | 1                        | 0                        | 2                        | 2                        | 2                        |
| 1964          | Bỏ cuộc                  | Bỏ cuộc                  | Bỏ cuộc                  | Bỏ cuộc                  | Bỏ cuộc                  | Bỏ cuộc                  | Bỏ cuộc                  | Bỏ cuộc                  |
| 1968          | Hạng tư                  | 4/5                      | 4                        | 0                        | 2                        | 2                        | 3                        | 10                       |
| 1972          | Bỏ cuộc                  | Bỏ cuộc                  | Bỏ cuộc                  | Bỏ cuộc                  | Bỏ cuộc                  | Bỏ cuộc                  | Bỏ cuộc                  | Bỏ cuộc                  |
| 1976          | Bị cấm tham dự           | Bị cấm tham dự           | Bị cấm tham dự           | Bị cấm tham dự           | Bị cấm tham dự           | Bị cấm tham dự           | Bị cấm tham dự           | Bị cấm tham dự           |
| 1980 đến 1988 | Không tham dự            | Không tham dự            | Không tham dự            | Không tham dự            | Không tham dự            | Không tham dự            | Không tham dự            | Không tham dự            |
| 1992 đến 2023 | Không vượt qua vòng loại | Không vượt qua vòng loại | Không vượt qua vòng loại | Không vượt qua vòng loại | Không vượt qua vòng loại | Không vượt qua vòng loại | Không vượt qua vòng loại | Không vượt qua vòng loại |
| 2027          | Chưa xác định            | Chưa xác định            | Chưa xác định            | Chưa xác định            | Chưa xác định            | Chưa xác định            | Chưa xác định            | Chưa xác định            |
| Tổng cộng     | 1 lần hạng ba            | 2/18                     | 7                        | 1                        | 2                        | 4                        | 5                        | 12                       |

### Cúp Challenge AFC
| Năm           | Thành tích               | Pld                      | W                        | D                        | L                        | GF                       | GA                       |
| ------------- | ------------------------ | ------------------------ | ------------------------ | ------------------------ | ------------------------ | ------------------------ | ------------------------ |
| 2006          | Tứ kết                   | 4                        | 1                        | 2                        | 1                        | 3                        | 5                        |
| 2008 đến 2014 | Không vượt qua vòng loại | Không vượt qua vòng loại | Không vượt qua vòng loại | Không vượt qua vòng loại | Không vượt qua vòng loại | Không vượt qua vòng loại | Không vượt qua vòng loại |
| Tổng cộng     | 1 lần tứ kết             | 4                        | 1                        | 2                        | 1                        | 3                        | 5                        |

### Á vận hội
- (Nội dung thi đấu dành cho cấp đội tuyển quốc gia cho đến kỳ Đại hội năm 1988)

| Bóng đá tại Đại hội Thể thao châu Á | Bóng đá tại Đại hội Thể thao châu Á | Bóng đá tại Đại hội Thể thao châu Á | Bóng đá tại Đại hội Thể thao châu Á | Bóng đá tại Đại hội Thể thao châu Á | Bóng đá tại Đại hội Thể thao châu Á | Bóng đá tại Đại hội Thể thao châu Á | Bóng đá tại Đại hội Thể thao châu Á |
| Năm                                 | Thành tích                          | Trận                                | Thắng                               | Hòa                                 | Thua                                | Bàn thắng                           | Bàn thua                            |
| ----------------------------------- | ----------------------------------- | ----------------------------------- | ----------------------------------- | ----------------------------------- | ----------------------------------- | ----------------------------------- | ----------------------------------- |
| 1951                                | Không tham dự                       | Không tham dự                       | Không tham dự                       | Không tham dự                       | Không tham dự                       | Không tham dự                       | Không tham dự                       |
| 1954                                | Vô địch                             | 4                                   | 4                                   | 0                                   | 0                                   | 16                                  | 6                                   |
| 1958                                | Vô địch                             | 5                                   | 5                                   | 0                                   | 0                                   | 11                                  | 4                                   |
| 1962                                | Bỏ cuộc                             | Bỏ cuộc                             | Bỏ cuộc                             | Bỏ cuộc                             | Bỏ cuộc                             | Bỏ cuộc                             | Bỏ cuộc                             |
| 1966                                | Vòng 1                              | 3                                   | 0                                   | 1                                   | 2                                   | 5                                   | 8                                   |
| 1970                                | Không tham dự                       | Không tham dự                       | Không tham dự                       | Không tham dự                       | Không tham dự                       | Không tham dự                       | Không tham dự                       |
| 1974–1986                           | Bỏ cuộc                             | Bỏ cuộc                             | Bỏ cuộc                             | Bỏ cuộc                             | Bỏ cuộc                             | Bỏ cuộc                             | Bỏ cuộc                             |
| 1990–1998                           | Không tham dự                       | Không tham dự                       | Không tham dự                       | Không tham dự                       | Không tham dự                       | Không tham dự                       | Không tham dự                       |
| Tổng cộng                           | 3/13                                | 12                                  | 9                                   | 1                                   | 2                                   | 32                                  | 18                                  |

### Giải vô địch bóng đá Đông Á
- 2003 đến 2019 - Không vượt qua vòng loại

## Đội hình hiện tại
Đội hình được triệu tập cho trận giao hữu gặp Thái Lan vào tháng 12 năm 2022.

Số liệu thống kê tính đến ngày 14 tháng 12 năm 2022 sau trận gặp Thái Lan.

| Số | VT | Cầu thủ         | Ngày sinh (tuổi)  | Trận | Bàn | Câu lạc bộ      |
| -- | -- | --------------- | ----------------- | ---- | --- | --------------- |
|    | TM | Shih Shin-an    | 10 tháng 10, 1992 | 5    | 0   | Leopard Cat     |
|    | TM | Phạm Văn Chí    | 29 tháng 6, 1992  | 32   | 0   | Taichung FUTURO |
|    | TM | Triệu Du Hùng   | 31 tháng 8, 1994  | 20   | 0   | Taipower        |
|    |    |                 |                   |      |     |                 |
|    | HV | Lin Chih-hsuan  | 17 tháng 7, 1996  | 0    | 0   | Leopard Cat     |
|    | HV | Li Chun-chia    | 11 tháng 5, 1993  | 2    | 0   | Taipower        |
|    | HV | Cheng Hao       | 13 tháng 1, 1997  | 7    | 0   | Taichung FUTURO |
|    | HV | Yen Ho-shen     | 31 tháng 12, 1990 | 19   | 2   | Taipower        |
|    | HV | Lương Mạnh Tân  | 3 tháng 4, 2003   | 4    | 0   | Taichung FUTURO |
|    | HV | Chao Ming-hsiu  | 9 tháng 7, 1997   | 3    | 0   | Taipower        |
|    | HV | Tạ Bác An       | 3 tháng 11, 1994  | 5    | 0   | Taipower        |
|    | HV | Trần Đình Dương | 2 tháng 1, 1999   | 6    | 0   | Taichung FUTURO |
|    | HV | Trần Uy Toàn    | 28 tháng 9, 1992  | 53   | 3   | Taiwan Steel    |
|    |    |                 |                   |      |     |                 |
|    | TV | Lâm Xương Luân  | 28 tháng 6, 1991  | 33   | 2   | Taipower        |
|    | TV | Lai Chih-hsuan  | 29 tháng 7, 1995  | 2    | 0   | Taipower        |
|    | TV | Ngô Tuấn Thanh  | 18 tháng 12, 1988 | 55   | 11  | Taichung FUTURO |
|    | TV | Lan Hao-yu      | 13 tháng 1, 1999  | 0    | 0   | Leopard Cat     |
|    | TV | Chen Hung-wei   | 28 tháng 9, 1997  | 3    | 0   | Taichung FUTURO |
|    | TV | Trần Duy Triết  | 15 tháng 7, 1995  | 11   | 0   | Taiwan Steel    |
|    | TV | Yao Ko-chi      | 15 tháng 5, 1996  | 0    | 0   | Taiwan Steel    |
|    | TV | Tu Shao-chieh   | 2 tháng 1, 1999   | 6    | 0   | Taichung FUTURO |
|    | TV | Hung Tzu-kuei   | 1 tháng 6, 1993   | 24   | 0   | Taipower        |
|    | TV | Cao Uy Khiết    | 24 tháng 6, 1997  | 3    | 1   | Taipower        |
|    |    |                 |                   |      |     |                 |
|    | TĐ | Trần Triệu An   | 22 tháng 6, 1995  | 30   | 3   | Taipower        |
|    | TĐ | Onur Dogan      | 8 tháng 9, 1987   | 27   | 6   | Taichung FUTURO |
|    | TĐ | Cổ Vũ Đình      | 18 tháng 1, 1994  | 13   | 0   | Taipower        |

### Triệu tập gần đây
Đây là những cầu thủ đã từng được triệu tập trong những lần tập trung gần đây.
| Vt | Cầu thủ | Ngày sinh (tuổi) | Số trận | Bt | Câu lạc bộ | Lần cuối triệu tập |
| -- | ------- | ---------------- | ------- | -- | ---------- | ------------------ |